# متحف التقاليد الشعبية (حلب)
متحف التقاليد الشعبية في مدينة حلب، سوريا يضم ويعرض لكافة التقاليد والفلكلور الأصيل في حلب، وقد أنشئ المتحف عام 1967 م، وكان مقره بناء أثري وهو البيت العجمي وبعد ذلك نقل إلى بناء تاريخي آخر وهو بيت أجقباش الأثري في حلب القديمة.